# François Blondel (Architekt)

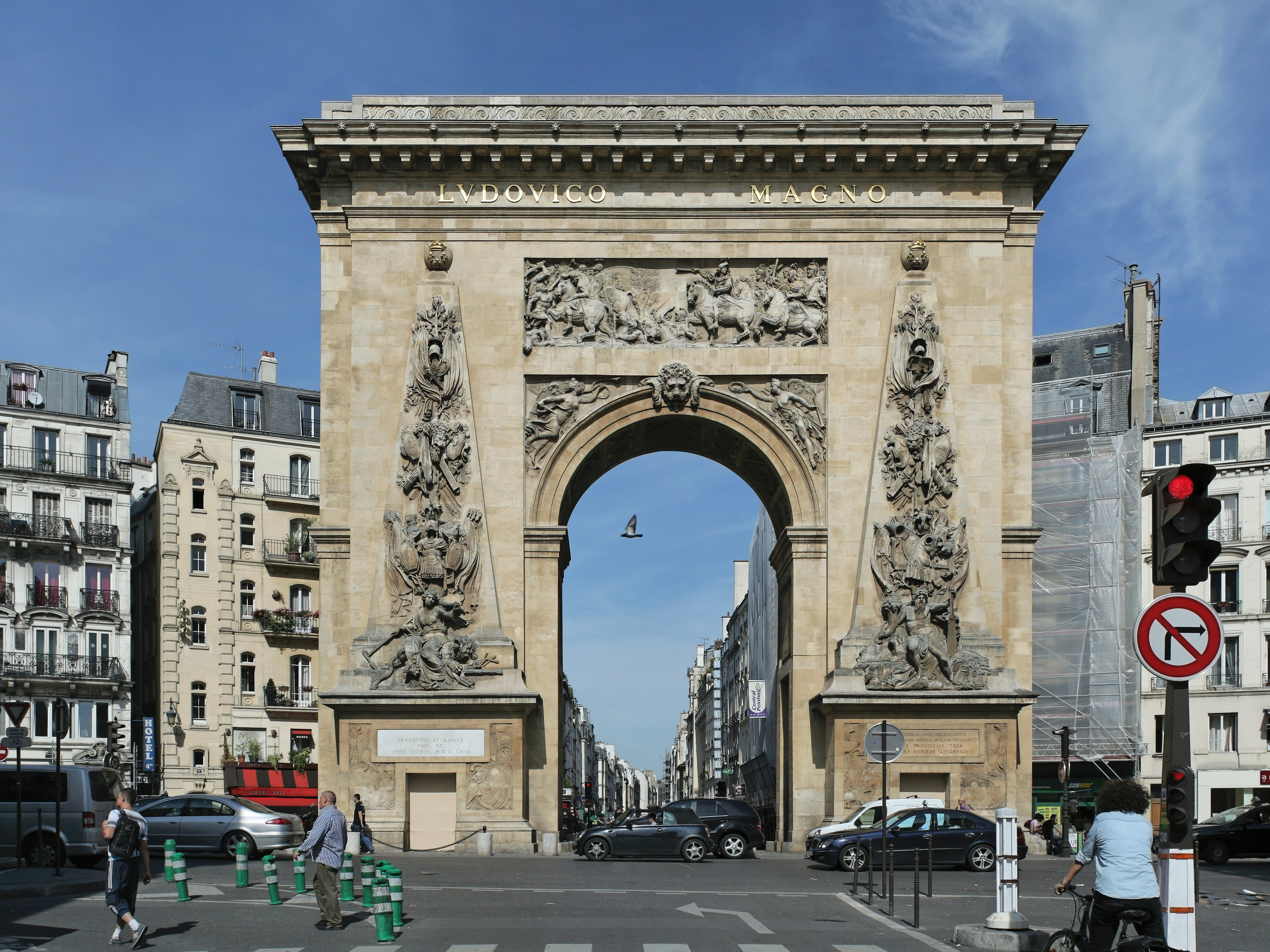
Die Porte St.-Denis

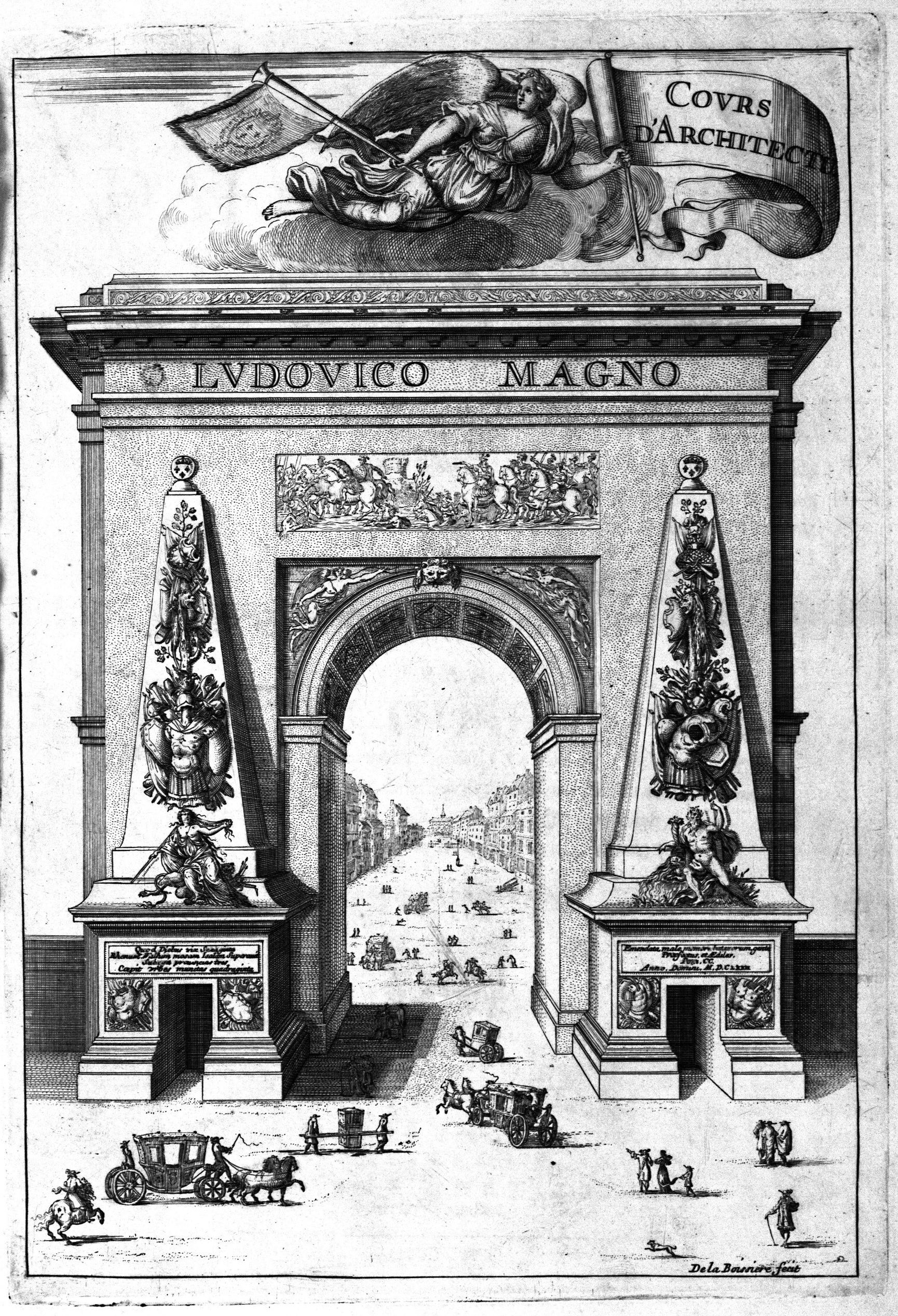
Frontispiz seines Cours d’Architecture

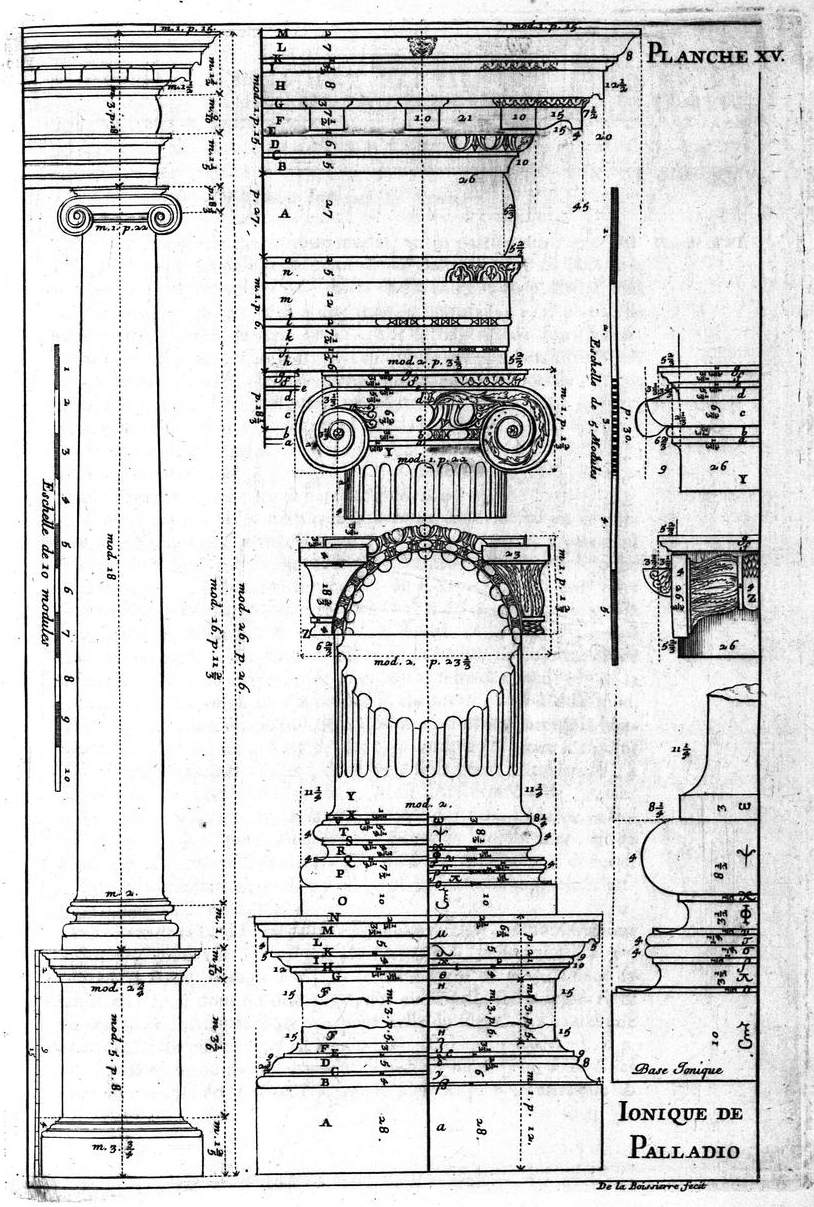
Analyse der Ionischen Säulenordnung nach Palladio

Nicolas-François Blondel (* um 1618 in Ribemont; † 21. Januar 1686 in Paris) war ein französischer Baumeister und Ingenieur, der es als Marschall und Diplomat zu höchsten Ehren brachte. Er wird als einer der wichtigsten Theoretiker der rationalistischen Architektur der Zeit Colberts angesehen. Seit 1669 war er Mitglied der Académie des sciences.

## Leben
Aus einer Hofbeamtenfamilie stammend und „während eines bewegten Lebens im Rahmen des Militärs“ als Festungsbaumeister studierte er die Ingenieurwissenschaften und Mathematik, doch bald wandte er sich den bildenden Künsten zu. Er wurde zum Diplomaten in Missionen in Italien, Griechenland, der Türkei und Ägypten, aber auch zum Erzieher und Reisebegleiter von mehreren adligen Söhnen, darunter auch denen Colberts.

## Académie royale
Von diesem wurde er 1672 zum ersten Direktor der Académie royale d’architecture in Paris ernannt. Durch staatliche Verordnung gegründet, hatte die Académie, die zusammen mit anderen von Colbert nach dem Vorbild der Académie Française gegründet wurde, die Aufgabe, verbindliche Regeln und Normen der Architekturtheorie zu entwickeln, durchzusetzen und auch im Ausland zu propagieren. Die Académie bestand zunächst aus insgesamt acht Mitgliedern, die zunächst die verfügbare Literatur lesen, sichten und daraus einen Literatur- und Themenkanon bilden sollten. Während die mittelalterliche Architektur schnell als unerträglich verworfen wurde, war die Beurteilung antiker Zeugnisse und Quellen der (italienischen) Renaissance, auch wegen fehlender brauchbarer Bauaufnahmen, sehr viel umstrittener. Daraus resultierte die Querelle des anciens et des modernes, ein Richtungsstreit, als dessen konservativer Protagonist Blondel gelten kann.

## Architekturtheorie
Das Hauptwerk seiner theoretischen Schriften, Cours d’Architecture (1675–1683), ist das Ergebnis Blondels zweimal wöchentlich gehaltener Vorlesungen vor der Académie und ein klarer Ausdruck der rational gebauten französischen Architekturtheorie. Er vertritt hierin konsequent einen Entwicklungsgedanken vom Einfachen zum Verfeinerten, eine Folgerichtigkeit der Architektur von der Urhütte bis zu den ausdifferenzierten Säulenordnungen, die ein geschlossenes System bildet, das gegen Einwände und widersprüchliche Entwicklungen taub ist.
Blondel schuf den Triumphbogen Porte Saint-Denis an Stelle der unter Ludwig XIV. dort gerade abgerissenen Stadtmauer.

## Werke

### Bauwerke
- Porte St.-Denis, Paris, 1672
- Erster Entwurf für das Zeughaus Berlin, 1685

### Schriften
- Cours d’Architecture, Bände 1–5, Paris 1675–1683 Online: Band 1, Band 2/3 Band 4/5 (Uni Heidelberg)
- Die Kunst Bomben zu werffen, Das ist: Neu-ausgefundene Art die Weiten und Höhen der Würffe und Bogen-Schüsse, nach allerhand Elevationen der Stücke oder Böller zu finden. Nürnberg 1686, Digitalisat der Sächsischen Landesbibliothek – Staats- und Universitätsbibliothek Dresden
- Neue Manier Vestungen zu bauen. Nürnberg 1686, Digitalisat der Sächsischen Landesbibliothek

### Nachdrucke
- Résolutions des quatre principaux problèmes d’architecture par M. Blondel et Ouvrages de Mathématique de M. Frénicle. Mortier, Amsterdam 1736, urn:nbn:de:kobv:83-goobi-950526